# Bretonština
Bretonština (bretonsky Brezhoneg [brezonek]) je keltský jazyk, kterým hovoří až 300 tisíc Bretonců na Bretaňském poloostrově v severozápadní Francii.
Bretonština náleží mezi tzv. britanské neboli keltské jazyky a je blízce příbuzná s kornštinou a velštinou, jazyky, kterými se hovořilo, respektive hovoří, na jihozápadě Velké Británie. Z této oblasti také na přelomu 5. a 6. století našeho letopočtu přes moře přesídlili předkové dnešních Bretonců. Jestliže od středověku ustupovala východní hranice rozšíření bretonštiny jen zvolna, v důsledku dlouhodobé oficiální francouzské politiky, připouštějící jako jedinou úřední řeč francouzštinu, se během 20. století počet uživatelů bretonštiny výrazně snížil. Bretonština není ani dnes uznána jako úřední jazyk a jen malé procento dětí, povětšinou na soukromých školách, podstupuje vyučování v bretonštině.

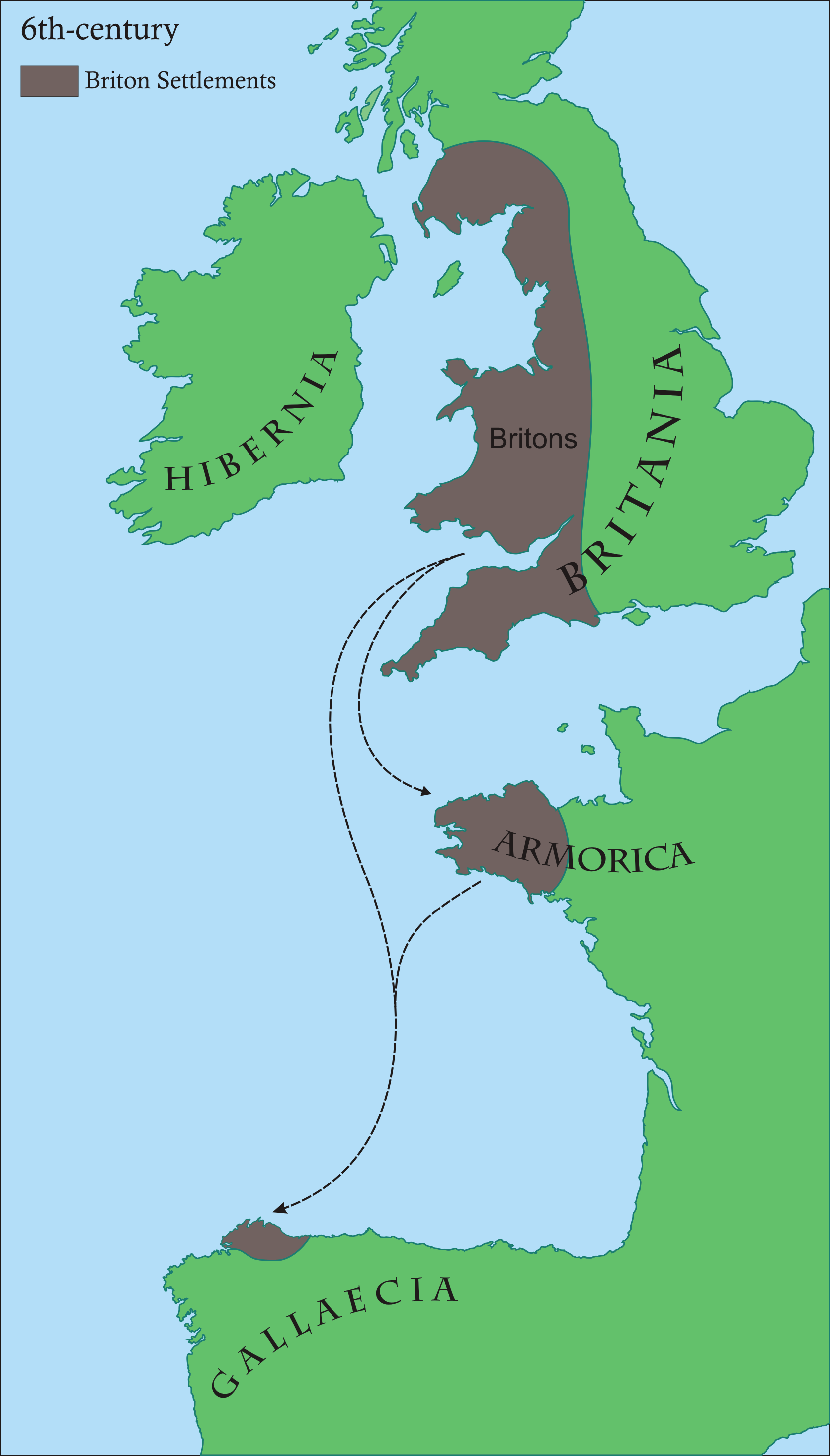
Bretonská komunita okolo 6. století. Moře bylo více než bariérou komunikačním kanálem

Keltské národy s Bretaní, označenou černě dole

## Geografické rozšíření a dialekty
Bretonština je používána zejména v Západní Bretani, ale je rozšířena i ve Východní Bretani (kde je používán vedle bretonštiny a francouzštiny také jazyk gallo) a dále v celém světě, kde se nacházejí bretanští imigranté.
Geograficky neexistuje přesné vymezení mezi jazykovými dialekty bretonštiny, protože vytvářejí dialektové kontinuum a lehce se mění od vesnice k vesnici. Zpravidla se ale rozeznávají čtyři živé dialekty bretonštiny:
- Kerneveg/C'herneveg (cornouailleské nářečí) – mluví se jím v okolí Cornouaille
- Leoneg (léonské nářečí) – mluví se jím v historickém regionu Bro Leon (Pays de Léon)
- Tregerieg (tréguierské nářečí) – mluví se jím v Trégoru
- Gwenedeg (vanneské nářečí) – mluví se jím okolo Vannes, nejvíce odlišné od ostatních, pravděpodobně nejvíce ovlivněné jazykem gallo

Pátý dialekt guérandais byl užíván do začátku 20. století v regionech Guérande a Batz-sur-Mer.

## Fonologie
Bretonština má 24 souhlásek, viz tabulku níže (n. = neznělé, z. = znělé):
|             | biabiály | biabiály | labiodentály | labiodentály | alveoláry | alveoláry | postalveoláry | postalveoláry | palatály | palatály | veláry | veláry | Labioveláry | Labioveláry | uvuláry | uvuláry | glotály | glotály |
| ----------- | -------- | -------- | ------------ | ------------ | --------- | --------- | ------------- | ------------- | -------- | -------- | ------ | ------ | ----------- | ----------- | ------- | ------- | ------- | ------- |
| n.          | z.       | n.       | z.           | n.           | z.        | n.        | z.            | n.            | z.       | n.       | z.     | n.     | z.          | n.          | z.      | n.      | z.      |         |
| Plozivy     | p        | b        |              |              | t         | d         |               |               |          |          | k      | g      |             | ɡʷ          |         |         |         |         |
| Nazály      |          | m        |              |              |           | n         |               |               |          | ɲ        |        |        |             |             |         |         |         |         |
| Vibranty    |          |          |              |              |           |           |               |               |          |          |        |        |             |             |         | ʀ       |         |         |
| Frikativy   |          |          | f            | v            | s         | z         | ʃ             | ʒ             |          |          | x      |        |             |             |         |         | h       |         |
| Aproximanty |          |          |              |              |           |           |               |               | ɥ        | j        |        |        |             | w           |         |         |         |         |
| Laterály    |          |          |              |              |           | l         |               |               |          | ʎ        |        |        |             |             |         |         |         |         |

## Gramatika

Regionální statistiky bretonských mluvčích (2018)

Bretonské dialekty

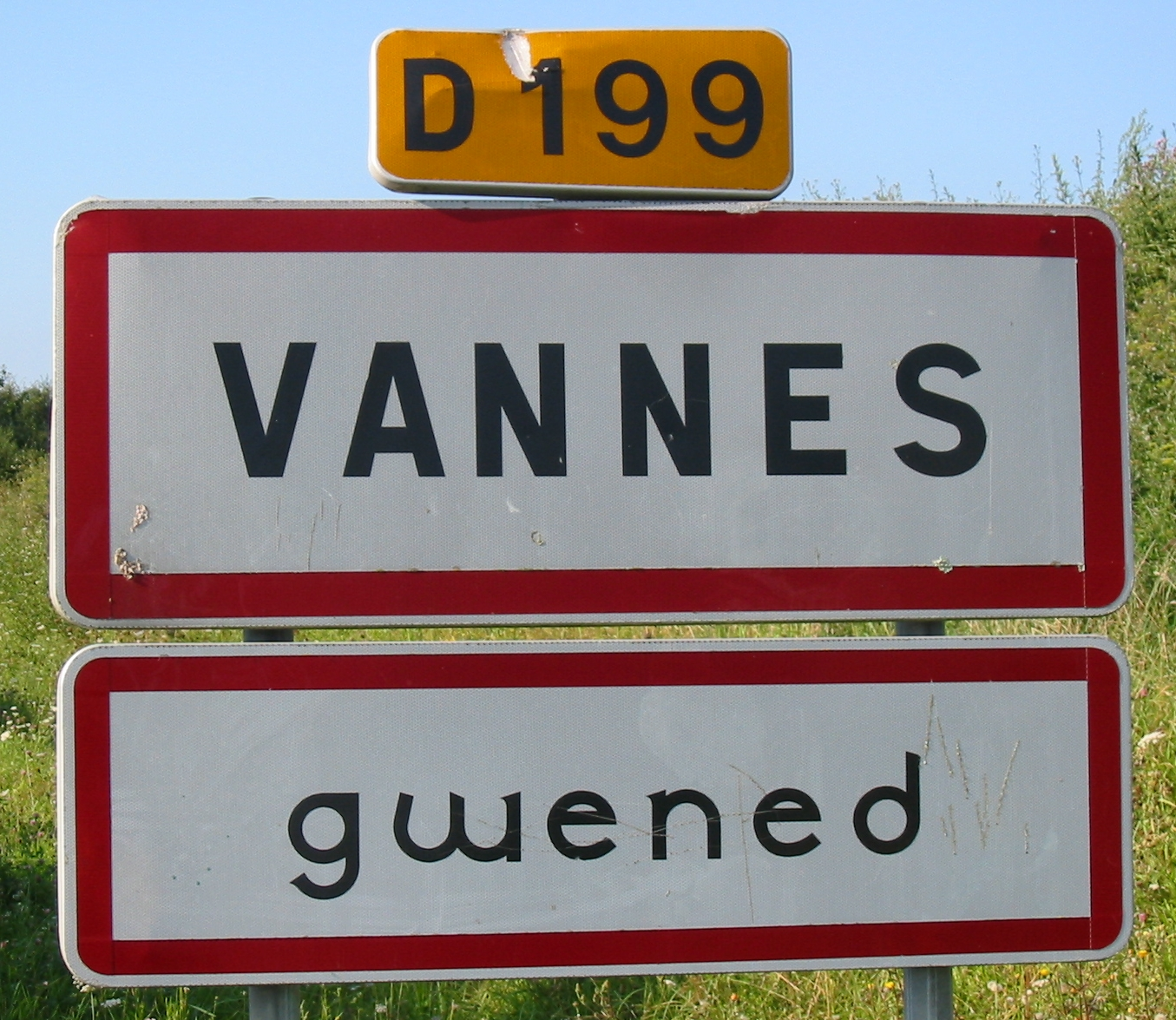
Dvoujazyčný název obce Vannes (Gwened)

| Bretonština                                       | Kornština          | Velština               | Irština                   | Skotská gaelština    | Manština              | Angličtina            | Čeština          |
| ------------------------------------------------- | ------------------ | ---------------------- | ------------------------- | -------------------- | --------------------- | --------------------- | ---------------- |
| ul levr zo ganin a book is with-me                | yma lyver genev    | mae llyfr gennyf       | tá leabhar agam           | tha leabhar agam     | ta lioar aym          | I have a book         | já mám knihu     |
| un died zo ganit a drink is with-you              | yma diwes genes    | mae diod gennyt        | tá deoch agat             | tha deoch agad       | ta jiogh ayd          | you have a drink      | máš pití         |
| un urzhiataer zo gantañ a computer is with-him    | yma amontyer ganso | mae cyfrifiadur ganddo | tá ríomhaire aige         | tha coimpiutair aige | ta co-earrooder echey | he has a computer     | on má počítač    |
| ur bugel zo ganti a child is with-her             | yma flogh gensy    | mae plentyn ganddi     | tá leanbh aici            | tha leanabh aice     | ta lhiannoo eck       | she has a child       | ona má dítě      |
| ur c'harr zo ganimp (or ganeomp) a car is with-us | yma carr genen     | mae car gennym         | tá gluaisteán/carr againn | tha càr againn       | ta gleashtan/carr ain | we have a car         | my máme auto     |
| un ti zo ganeoc'h a house is with-you             | yma chi genowgh    | mae tŷ gennych         | tá teach agaibh           | tha taigh agaibh     | ta thie eu            | you [pl] have a house | vy [pl] máte dům |
| arc'hant zo ganto (or gante) money is with-them   | yma mona gansans   | mae arian ganddynt     | tá airgead acu            | tha airgead aca      | ta argid oc           | they have money       | oni mají peníze  |

## Příklady

### Číslovky
| Bretonsky | Česky |
| unan      | jeden |
| daou      | dva   |
| tri       | tři   |
| pevar     | čtyři |
| pemp      | pět   |
| c'hwec'h  | šest  |
| seizh     | sedm  |
| eizh      | osm   |
| nav       | devět |
| dek       | deset |

## Užitečné pozdravy a fráze
| Bretonsky      | Česky             |
| Salud!         | Ahoj!             |
| Demat!         | Dobré ráno!       |
| Endervez mat!  | Dobré odpoledne!  |
| Abardaez mat!  | Dobrý večer!      |
| Kenavo!        | Na shledanou!     |
| Ya / Nann      | Ano / Ne          |
| Mar plij       | Prosím            |
| Trugarez!      | Děkuji!           |
| Trugarez vras! | Děkuji mnohokrát! |
| Digarez!       | Promiň            |
| Kleiz / Dehou  | Levý / Pravý      |

## Vzorový text
Otče náš (modlitba Páně):
Hon Tad, hag a zo en neñv,
hoc'h anv bezet santelaet.
Ho rouantelezh deuet deomp.
Ho polontez bezet graet war
an douar evel en neñv.
Roit deomp hiziv hor bara pemdeziek.
Pardonit deomp hon pec'hedoù evel ma pardonmp
d'ar re o deus manket ouzhomp.
Ha n'hon lezit ket da gouezhañ en temptadur,
met hon diwallit diouzh an droug.
Ewel-se bezet graet.

### Všeobecná deklarace lidských práv
| bretonsky | Dieub ha par en o dellezegezh hag o gwirioù eo ganet an holl dud. Poell ha skiant zo dezho ha dleout a reont bevañ an eil gant egile en ur spered a genvreudeuriezh. |
| česky     | Všichni lidé se rodí svobodní a sobě rovní co do důstojnosti a práv. Jsou nadáni rozumem a svědomím a mají spolu jednat v duchu bratrství.                           |